# Samuel Grün
Samuel Grün, né le 19 février 1869 à Tallinn et mort au XXe siècle, est un peintre et médailleur français d'origine estonienne.

## Biographie
Samuel Grün est le frère aîné du peintre Maurice Grün.
Il travaille à Londres et à Paris. Il expose à la Société des artistes français à Paris ainsi qu'au Salon de la Royal Academy à Londres.